# First Arsch
First Arsch (Abkürzung für First Autonome Randalierer Schwerins) ist eine 1986 in Schwerin gegründete Punkband. Gründer und Schlagzeuger der Band war Till Lindemann, der spätere Frontmann von Rammstein. First Arsch zählte zu DDR-Zeiten zu den sogenannten „anderen Bands“. Zwischenzeitlich traten sie unter dem Namen First Art auf.

## Geschichte
Die Idee zur Gründung von First Arsch hatten Till Lindemann und Jörg (Steve) Mielke auf Lindemanns Geburtstagsparty im Jahr 1986. Sie trafen sich daraufhin in Schwerin für erste Proben, neben Lindemann und Mielke waren zunächst Stefan Schröder – später als Stefan Schrör bekannt – als Sänger und Richard Kruspe als Gitarrist dabei. Ende der 1980er Jahre beantragte First Arsch eine Spielerlaubnis, um öffentlich auftreten zu dürfen. Nach mehreren vergeblichen Anträgen wurde ihnen 1989 die Spielerlaubnis erteilt, jedoch mit der Auflage, den Bandnamen in First Art zu ändern.
Nach der Wende verlagerte die Band, wieder unter dem Namen First Arsch, ihre Tätigkeiten nach Berlin. Kruspe, der zwischenzeitlich nach West-Berlin übergesiedelt war, wurde wieder festes Bandmitglied, außerdem kam Paul Landers, der zuvor in der Punkband Feeling B spielte, als Gitarrist dazu. Das Album Saddle Up wurde 1992 aufgenommen. Nach dem Album wendeten sich die meisten First-Arsch-Mitglieder anderen Projekten zu. Lindemann, Kruspe und Landers gründeten 1994 zusammen mit Oliver Riedel, Christoph Schneider und Christian Lorenz die Neue-Deutsche-Härte-Band Rammstein. Das Projekt First Arsch wurde von Mielke weitergeführt, der mit wechselnden Musikern bis in die Gegenwart unter diesem Namen auftritt.

## AlbumSaddle Up
Im Jahr 1992 produzierte First Arsch ihr einziges Album Saddle Up. Es enthielt 15 englischsprachige Titel. Das Album wurde zunächst dem Independent-Label D.D.R. in Lübeck vorgelegt, das eine Veröffentlichung jedoch ablehnte. Der Musikjournalist Falk Schettler gründete daraufhin das Label Kessel Records, um das Album zu publizieren. Saddle Up blieb die einzige Veröffentlichung des Labels. Die Aufnahmen für das Album fanden im Berliner Underground-Club Eimer statt, neben First Arsch wirkten auch ein Chor sowie Die-Firma-Sängerin Tatjana Besson mit. Das Album wurde 2020 neu aufgelegt und erreichte am 26. Februar 2021 Platz zehn der deutschen Charts.